# CAC Woomera
CAC Woomera (CAC CA-4, CAC CA-11) – australijski samolot bombowy z okresu II wojny światowej zaprojektowany i zbudowany w zakładach Commonwealth Aircraft Corporation. Samolot został zamówiony przez Royal Australian Air Force (RAAF) jeszcze przed zbudowaniem pierwszego prototypu w 1941, ale zamówienie zostało anulowane w 1944 z powodu znacznych opóźnień i dostępności innych samolotów. Nazwa samolotu pochodziła od aborygeńskiego słowa woomera.

## Historia
Na początku 1939 rząd australijski zamówił znaczną ilość bombowców typu Bristol Beaufort, które miały być budowane na licencji w miejscowych zakładach kolejowych, pomijając przy tym australijską firmę lotniczą Commonwealth Aircraft Corporation (CAC). W zakładach CAC rozpoczęto prace projektowe nad nowym samolotem, który osiągami miał przewyższać Beauforta i mógłby służyć zarówno jako bombowiec nurkujący jak i samolot torpedowy.
W celu zmniejszenia masy własnej samolotu postanowiono zrezygnować z samouszczelniających się zbiorników paliwa i jako zbiorników benzyny użyć odpowiednio uszczelnionych komór w skrzydłach. Początkowo rząd australijski nie był zainteresowany projektem CAC, ale po wstrzymaniu przez Wielką Brytanię dostaw sprzętu lotniczego w czasie bitwy o Anglię w 1940, rząd Australii zamówił jeden prototyp nowego samolotu. Prototyp (pod nazwą CA-4) odbył pierwszy lot 19 września 1941. Samolot został zniszczony w wybuchu w czasie lotu 15 stycznia 1943, najprawdopodobniej z powodu nieszczelności nowatorskich zbiorników paliwa.
Pomimo straty prototypu, RAAF w marcu 1942 zamówił 105 egzemplarzy Woomery. Z powodu różnych opóźnień drugi prototyp o nazwie CA-11 (w samolocie wzmocniono uzbrojenie i zmieniono konstrukcję ogona) odbył swój pierwszy lot dopiero w czerwcu 1944. W tym czasie RAAF używał już brytyjskich samolotów wielozadaniowych Bristol Beaufighter i początkowe zamówienie zostało zredukowane do 20 maszyn. Po pierwszym locie CA-11 cały program został porzucony, a w zakładach CAC rozpoczęto produkcję myśliwców P-51 Mustang.

## Opis konstrukcji
Samolot CAC Woomera był wielozadaniowym samolotem bombowym, dwusilnikowym dolnopłatem z załogą składającą się z trzech osób. W pierwszej wersji samolotu uzbrojenie strzeleckie stanowiły cztery karabiny maszynowe 7,7 mm w nosie samolotu i dwie zdalnie kierowane wieżyczki uzbrojone w dwa karabiny maszynowe umieszczone w tylnej części gondoli silnikowych. W drugiej wersji Woomery dwa karabiny maszynowe w nosie samolotu zostały zamienione na dwa działka HS.404 20 mm.
Samolot mógł przenosić po 2 bomby 250-funtowe (113 kg) w komorach bombowych w gondolach silnikowych, a na zaczepach podkadłubowych dwie torpedy. Zamiast torpedy można było podwiesić 2 bomby 500-funtowe (227 kg) lub zbiornik paliwa o pojemności 293 galonów. Dodatkowo na zewnętrznej części każdego skrzydła można było podwiesić po 4 bomby 25-funtowe.